# EURONEAR
| 257005 Arpadpal       | 11 marzo 2008     |
| 263516 Alexescu       | 13 marzo 2008     |
| 320790 Anestin        | 12 marzo 2008     |
| 330634 Boico          | 11 marzo 2008     |
| 346261 Alexandrescu   | 12 marzo 2008     |
| 358894 Demetrescu     | 12 marzo 2008     |
| 365761 Popovici       | 13 marzo 2008     |
| 369088 Marcus         | 12 marzo 2008     |
| 450931 Coculescu      | 11 marzo 2008     |
| 557045 Nadolschi      | 13 marzo 2008     |
| 562964 Hudin          | 3 giugno 2014     |
| 572217 Dramba         | 11 marzo 2008     |
| 579890 Mocnik         | 1º agosto 2014    |
| 601894 Naiman         | 14 novembre 2009  |
| 604468 Olenici        | 19 agosto 2015    |
| 606017 Irimes         | 23 agosto 2015    |
| 622577 Mioriţa        | 2 giugno 2014     |
| 670740 Mihailsandu    | 28 settembre 2013 |
| 673014 Kósakissattila | 1 settembre 2014  |
| 690780 Constantinescu | 3 giugno 2014     |
| 693043 Suhay          | 8 settembre 2013  |
| 694537 Vîntdevară     | 22 agosto 2015    |
| 708722 Timișoara      | 8 settembre 2013  |
| 724666 Unda-Sanzana   | 13 marzo 2008     |
| 743062 Dianabeșliu    | 11 marzo 2008     |

EURONEAR, acronimo di European Near Earth Asteroids Research (Ricerca europea di asteroidi near-Earth), è un programma astronomico osservativo iniziato nel 2006 e dedicato alla scoperta e al monitoraggio degli oggetti near-Earth (NEO), cioè asteroidi e comete che periodicamente si avvicinano o intersecano l'orbita terrestre.
Inizialmente basato sulla collaborazione di due osservatori, uno per emisfero, si è successivamente ampliato ad una rete che comprende strutture di diverse organizzazioni:
- Istituto di meccanica celeste e calcolo delle effemeridi, Francia (dal maggio 2006)
- Osservatorio europeo australe, Cile (dal settembre 2006)
- Istituto di astronomia dell'Università cattolica del Nord, Cile (dal marzo 2007)
- Gruppo di telescopi "Isaac Newton", La Palma, Spagna (da gennaio 2008)
- Istituto di Astrofisica delle Canarie, Tenerife, Spagna (da aprile 2009)

Il Minor Planet Center gli accredita le scoperte di ventuno asteroidi, effettuate tra il 2008 e il 2015.